# ارمنی‌های هند
ارمنی‌های هند (ارمنی: Հայերը Հնդկաստանում) اقلیت قومی ساکن در هند هستند. مشارکت ارمنیان با هندی‌ها و حضور آن‌ها در هند بسیار قدیمی است و در طی چندین سده در گذشته مشارکت فرهنگی و اقتصادی متقابل ارمنیان و هندی‌ها وجود داشته‌است. حضور آن‌ها در هند از چند طریق بوده‌است.

## دوران باستان
اعتقاد بر این است که ارمنیان برای اولین بار حدود دو هزار سال پیش از میلاد به همراه سمیرامیس، ملکه جنگجوی آشور که به هند تاخت به عنوان هم پیمانان وفادار وی به هند آمده باشند. چندین سده بعد در ۳۲۷ پیش از میلاد، اعتقاد بر این است که ارمنیان در این تاریخ هم به هند آمده باشند و این هنگامی است که ارمنیان به عناصر کمکی نیروهای تحت فرمان اسکندر، زمانی که ارمنستان را به سمت هند پیمود ملحق شدند. قدیمی‌ترین سند مرجع مربوط به روابط متقابل بین ارمنی‌ها و هندی‌ها در کوروش‌نامه (هیئت اعزامی پارسی) پیدا شده که یک کار یونان باستان از سوی کسنوفون است. این منابع دلالت بر این دارد که تعداد بسیاری از ارمنی‌ها به هند سفر کردند و نیز به خوبی از مسیرهای سمت هند و نیز جغرافیای سیاسی و اجتماعی، محیط فرهنگی–اجتماعی و زندگی اقتصادی در شبه قاره هند آگاه بودند.

## تاریخ

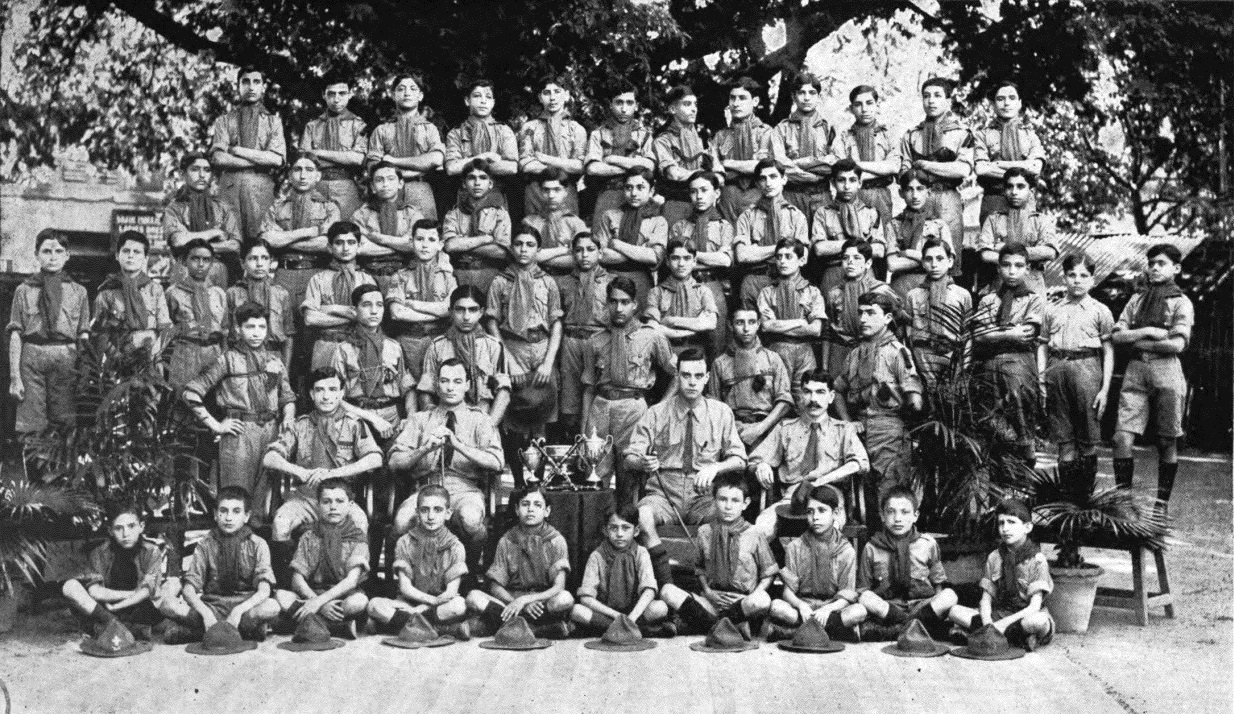
گروه پیش‌آهنگ، از پسران ارمنی شهر کلکته

ارمنی‌ها با چندین بخش از هند دارای روابط تجاری سنتی بوده‌اند و از سده هفدهم میلادی چندین ارمنی در کرالا که یک ایالت هندی واقع در «ساحل مالابار» است سکونت داشته‌اند. ارمنی‌ها بخش وسیعی از تجارت بین‌المللی منطقه به ویژه در زمینه سنگ‌های قیمتی و کیفیت اجناس را بر عهده داشتند.
یک کتاب راهنما منتشره در ۱۹۵۶ میلادی در دهلی، هند اظهار می‌دارد که یک تاجر و سیاستمدار ارمنی به نام توماس کانا در سال ۷۸۰ میلادی از راه دریای مدیترانه به هند رسید. هفتصد سال پس از این واقعه یعنی در ۱۴۹۸ میلادی واسکو دو گاما به ساحل مالابار رسید. توماس کانا یک تاجر ثروتمند بود که عمدتاً ادویه و پارچه معامله می‌نمود او همچنین موفق شد که فرمانی حکاکی شده بر روی بشقاب مسی از حکام مالابار به دست آورد که چندین امتیاز تجاری، اجتماعی و دینی برای مسیحی مذهبان اعطا می‌کرد.
ارمنی‌های هند به حق می‌توانند به خاطر گذشته پرافتخارشان، مغرور باشند ولی وضعیت فعلی و آینده‌شان در کل درخشان نیست. تعداد آن‌ها به نحو چشمگیری کاهش یافته‌است. در حال حاضر به زحمت صد نفر ارمنی در هند یافت می‌شود که آن هم در کلکته هستند یعنی جایی که هنوز کالج ارمنی فعال است.

## سکونت‌ها

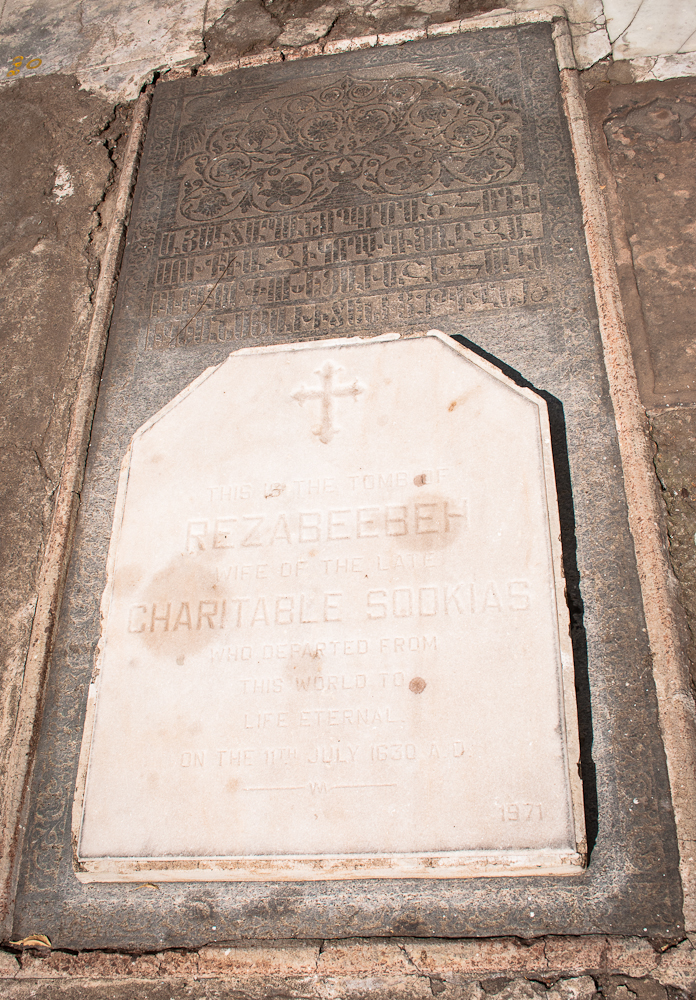
قدیمی‌ترین سنگ قبر متعلق به یک مسیحی به نام "Rezabeebeh" در کلیسای ارمنی، تاریخ درگذشت ۱۱ ژوئیه ۱۶۳۰ میلادی

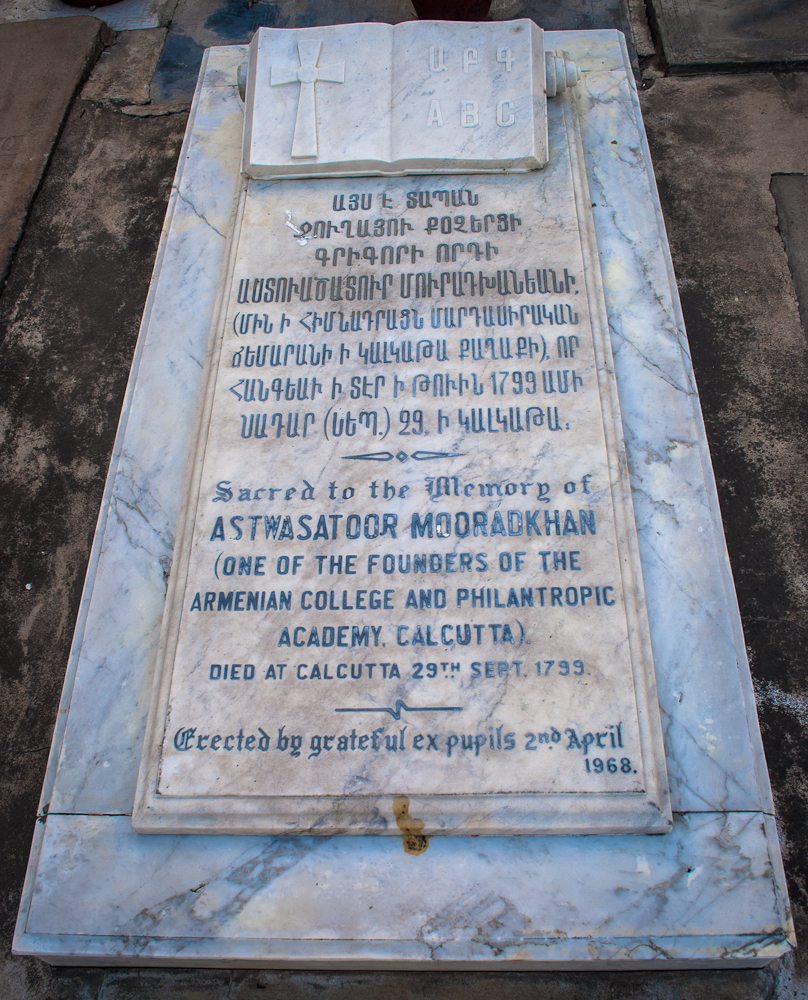
سنگ قبر متعلق به «آستوادزادور مرادخان» یکی از بنیایان گذاران، کالج ارمنی و آموزشگاه خیریه در کلکته. تاریخ درگذشت ۲۹ سپتامبر ۱۷۹۹ میلادی

حضور چند سده‌ای ارمنیان به عنوان «شاهزادگان تجارت هند» توصیف می‌شوند که باعث حضور تعدادی از سکونت‌های کوچک یا بزرگ ارمنی در چندین نقطه از هند از قبیل آگره، سورات، بمبئی، چینسورا، کان‌پور، کلکته، صیدآباد ،چنای، گوالیور، لکهنو، و چندین نقطه دیگر واقع در جمهوری هند گردید. لاهور و داکا در حال حاضر در پاکستان و بنگلادش هستند اما قسمت‌های قبلی که از هند جدا نشده و نیز کابل، پایتخت افغانستان، دارای یک جمعیت ارمنی بود. تعدادی ارمنی نیز در برمه و آسیای جنوب شرقی وجود داشت.
اکبر کبیر، امپراتور مغولی هند در سده شانزدهم از ارمنیان برای اقامت در «آگرا» دعوت به عمل نمود و در اواسط سده نوزدهم میلادی، آگرا دارای یک جمعیت قابل ملاحظه‌ای از ارمنیان بود. بر اساس یک حکم امپراتوری، تجار ارمنی از پرداخت مالیات در خصوص واردات و صادرات کالا بوسیلهٔ خودشان معاف بودند و آن‌ها همچنین مجاز به حرکت به اطراف امپراتوری مغول بودند در حالیکه سایر خارجیان از این حق محروم بودند. در سال ۱۵۶۲ میلادی در آگرا یک کلیسای ارمنی ساخته شد.
در طی سده شانزدهم و بعد از آن، ارمنی‌هایی که عمدتاً از ایران آمده بودند یک جامعه مهم تجاری در سورات که فعالترین بندر آن واقع در ساحل غربی هند بود را تشکیل دادند. شهر بندری سورات لنگرگاه منظم و ترافیک کشتی‌هایی بود که از بصره و بندرعباس می‌آمدند. ارمنی‌های سورات دو کلیسا و یک آرامگاه برای خود ساختند و یک سنگ قبر ارمنی متعلق به سال ۱۵۷۹ میلادی حامل کتیبه‌هایی است. کلیسای دوم در ۱۷۷۸ میلادی ساخته شده و وقف مریم مقدس گردید. یک دست‌نویس به زبان ارمنی در ۱۶۷۸ میلادی که هم‌اکنون در کتابخانه «سالتیکوف شچدرین» در سن پترزبورگ روسیه نگهداری می‌گردد از مستعمره دائمی ارمنی‌ها در سورات گزارش می‌دهد.
ارمنی‌ها در «چینسورا» نزدیک کلکته در بنگال غربی ساکن شده و در ۱۶۹۷ میلادی کلیسایی در آنجا ساختند. این کلیسا دومین کلیسای قدیمی در بنگال است و هنوز تحت مراقبت جامعه کلیسایی ارمنی‌ها کلکته به خوبی نگهداری شده‌است.
در طی دوره اورنگ‌زیب امپراتور مغول، فرمانی صادر شد که ارمنیان را به تشکیل اقامت گاه در «صیدآباد» که حومه «مرشدآباد» بود و بعداً مرکز استان مغولی «سوبا» در بنگال شد مجاز می‌نمود. این فرمان امپراتوری، مالیات وضع شده را نیز از پنج درصد به سه و نیم درصد در دو بخش تجاری ارمنی‌ها یعنی خرده فروشی و ابریشم خام تقلیل می‌داد. این فرمان تصریح می‌نمود که دارائی ارمنی‌ها متوفی باید به جامعه ارمنی انتقال یابد. در اواسط سده هجدهم میلادی، ارمنی‌ها در جامعه تجاری بنگال بسیار فعال شدند. در ۱۷۵۸ میلادی ارمنی‌ها، «کلیسای مریم مقدس» را در بازار «خان صیدآباد» بنا نمودند.

## ارمنی‌ها در جمهوری هند
ارمنی‌ها بعد از تأسیس جمهوری هند نیز به حضور خود در هند ادامه دادند. معروف‌ترین مؤسسه ارمنی در هند «کالج و آموزشگاه خیریه ارمنی» است که بیشتر به عنوان کالج ارمنی شناخته می‌شود که مقر آن در کلکته بوده و توسط خیرین و بخشندگان تأسیس شده‌است که مدیریت آن چند سال پیش به حوزه اسقف‌نشین اچمیادزین در ارمنستان واگذار شد. حدود ۱۲۵ کودک از جمهوری ارمنستان، ایران، عراق و جمعیت ارامنه محلی در این کالج مشغول تحصیل هستند.
«کلوپ ورزشی ارمنی‌ها» نیز در هند هنوز فعال است.
نشان همکاری اعطا شده به شهر چنی هنوز وجود دارد. «ووسکان» که یک تاجر ارمنی بود ثروت زیادی را از تجارت با "Nawab of Arcot" از طریق سرمایه گزاری عظیم در بخش ساختمان‌سازی به دست آورد. «پل مارمالونگ» با طاقهایش در عرض «رودخانه آدیار» به وسیلهٔ او ساخته شد و او برای ساخت این پل مبالغ هنگفتی به مقامات محلی پرداخت نمود. او در کنار ساختن خانه‌های استراحت برای زوار، «چاپل بانوی معجزه‌ها» (مریم مقدس) را هم ساخت. تنها جیزی که از آن دوره باقی مانده کلیسای مریم مقدس ۱۷۷۲ میلادی است که در «خیابان ارمنستان» در جنوب «بلک تاون» واقع است. (این منطقه امروزه «جورج تاون» نامیده می‌شود)

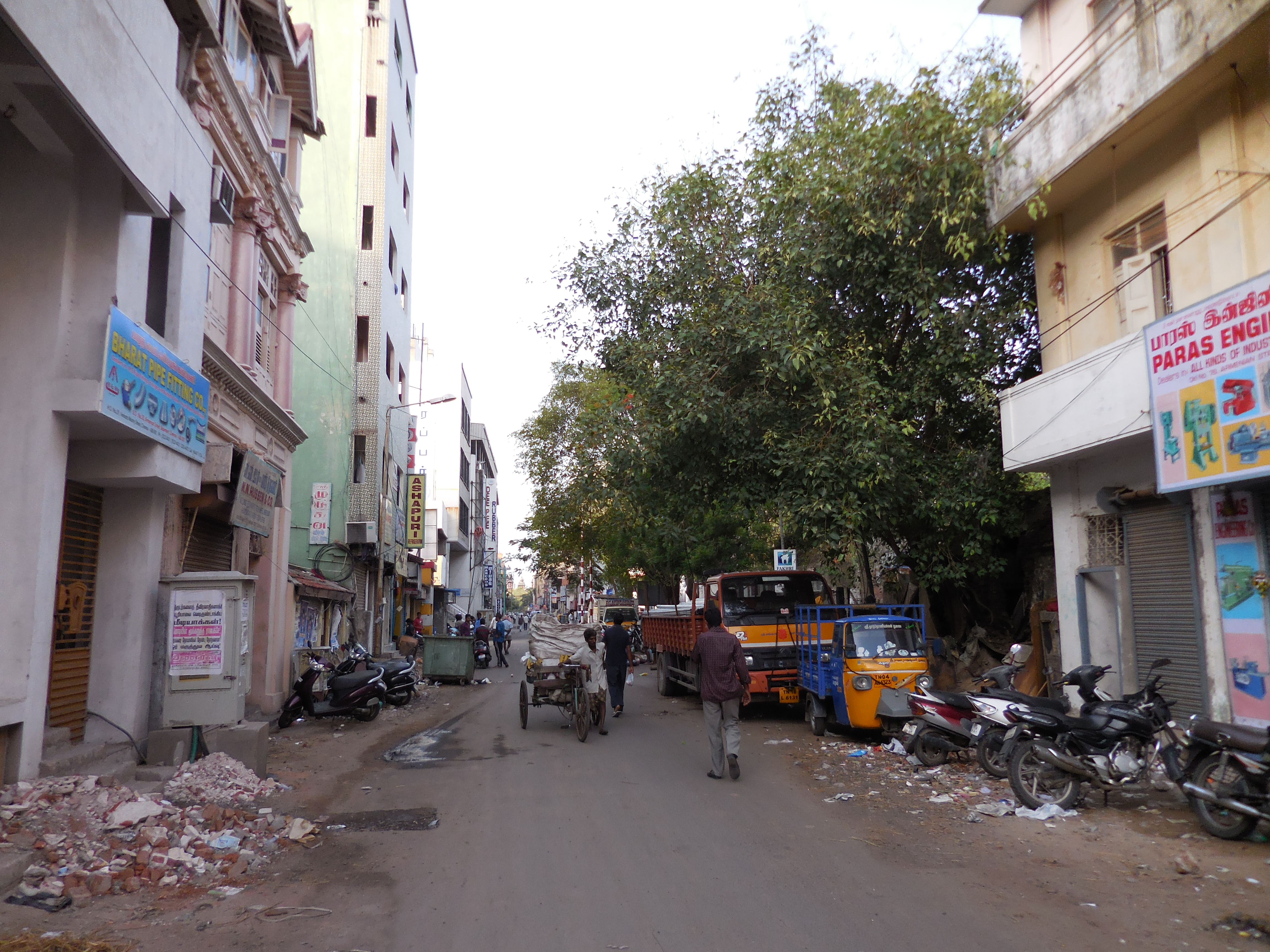
خیابان ارمنستان
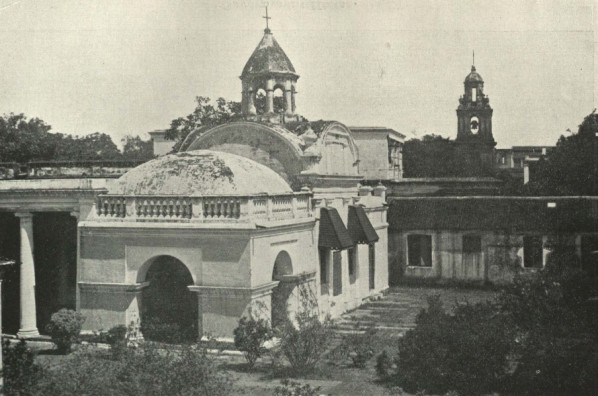
کلیسای ارمنی مریم مقدس ۱۹۰۵ میلادی
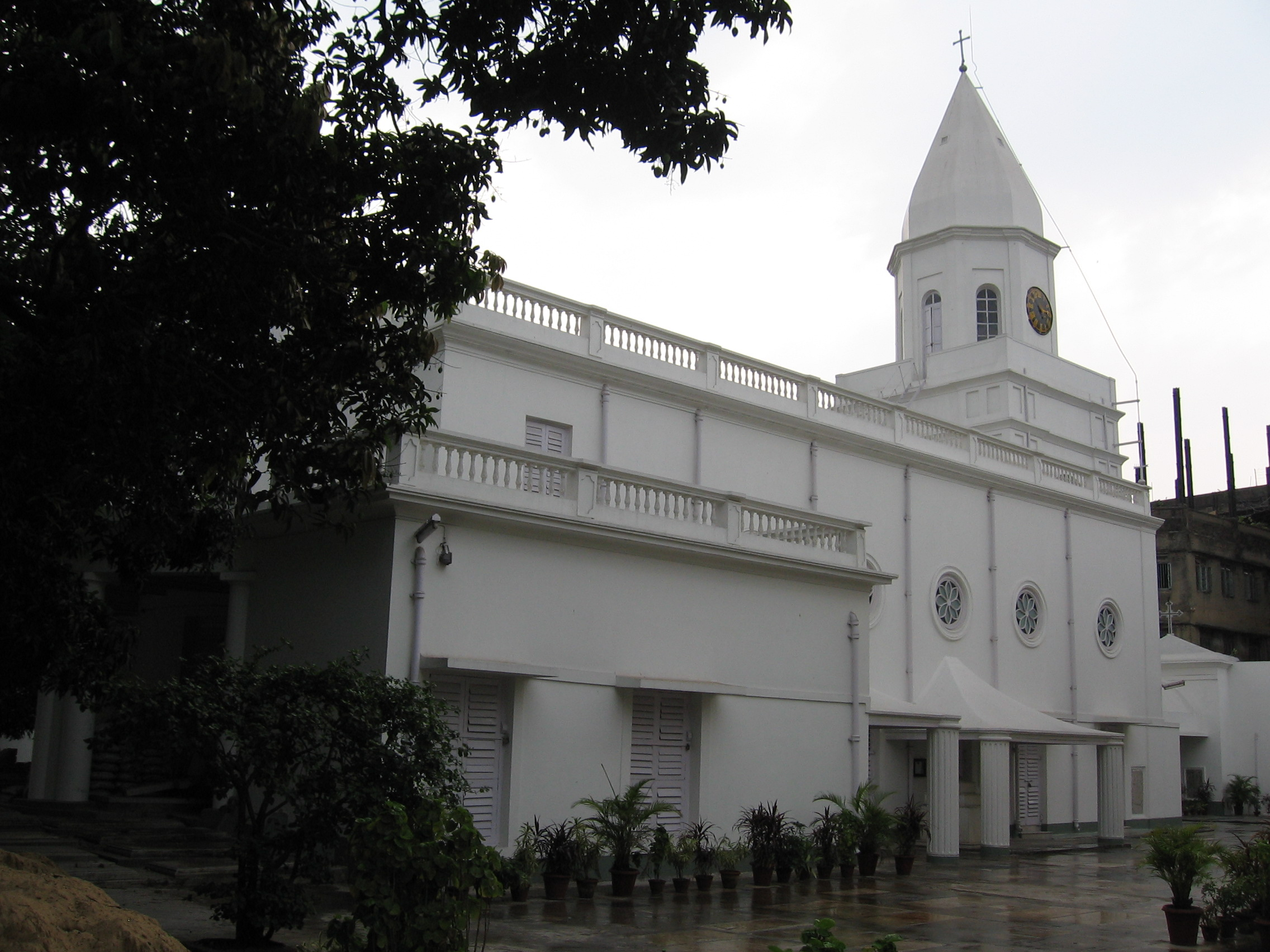
کلیسای ارمنی در کلکته

## روابط ارمنستان و هند
لوون تر-پتروسیان در سال ۱۹۹۵ میلادی از هند دیدن نموده و پیمان دوستی و همکاری با این کشور امضا کرد و وارطان اوسکانیان وزیر خارجه وقت نیز در سال ۲۰۰۰ میلادی به هند سفر کرد. آقای «دیگویجی سینگ» وزیر امور خراجه هند نیز در ژوئیه ۲۰۰۳ میلادی از ارمنستان دیدن نمود. روبرت کوچاریان نیز از اکتبر تا نوامبر ۲۰۰۳ میلادی به همراه چندین وزیر و یک هیئت تجاری نیرومند از هند دیدن نمود. سه توافق‌نامه امضا گردید و هند پنج میلیون دلار به ارمنستان اعطا نمود. در «جاندیگار»، رئیس‌جمهور ارمنستان، اولین «مرکز مطالعات قفقاز» را برپا نمود. «بایرون سینگ شخاوات» معاون رئیس‌جمهور هند در اکتبر ۲۰۰۵ میلادی از ارمنستان دیدن نمود. در طی این ملاقات، یادداشت تفاهمی در زمینه همکاری‌های پارلمانی امضا گردیده و اسناد مربوط به پیمان دوستی و همکاری بین ارمنستان و هند مبادله گردید.
چندین موافقت نامه دوجانبه بین ارمنستان و هند امضا شده‌است. این توافق‌نامه‌ها شامل پروتکل‌هایی در زمینه برپایی روابط دیپلماتیک و یک پروتکل در زمینه برقراری روابط کنسولی (اوت ۱۹۹۲) یک توافق‌نامه در زمینه همکاری تجاری و اقتصادی (مارس ۱۹۹۳) یک توافق‌نامه همکاری در زمینه علم و تکنولوژی (مارس ۱۹۹۴) و یک پیمان دوستی و همکاری (دسامبر ۱۹۹۵) می‌باشد.
«انجمن دوستی ارمنستان و هند» (انجمن ارمنی‌ها برای دوستی و روابط فرهنگی با کشورهای خارجی) به جمهوری هند و روز استقلال این کشور توجه دارد.

## کلیساهای ارمنی هند
- کلیسای نازارت مقدس در کلکته[پانویس ۱]
- کلیسای گریگور مقدس در کلکته[پانویس ۲]
- کلیسای ارمنی چنای (مدرس)[پانویس ۳]
- کلیسای حواری ارمنی «پتروس مقدس» در بمبئی [پانویس ۴]
- کلیسای ارمنی در «چینسورا»[پانویس ۵]
- «کلیسای ارمنی در صیدآباد»[پانویس ۶]
- «کلیسای حواری ارمنی گریگور مقدس در سورابایا»
- «نمازخانه تثلیث مقدس (کلیسای تانگرا)»[پانویس ۷]

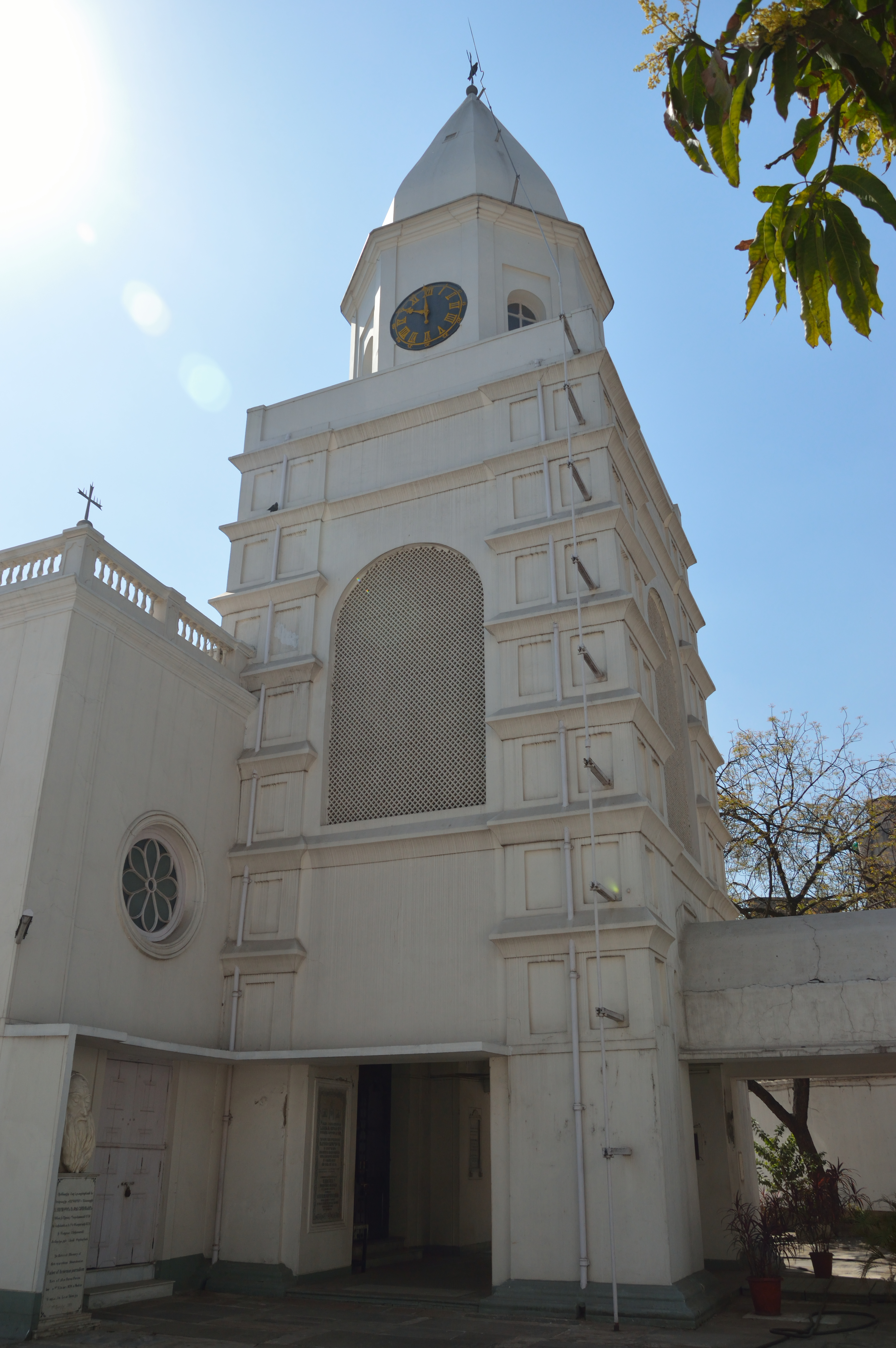
کلیسای نازارت مقدس
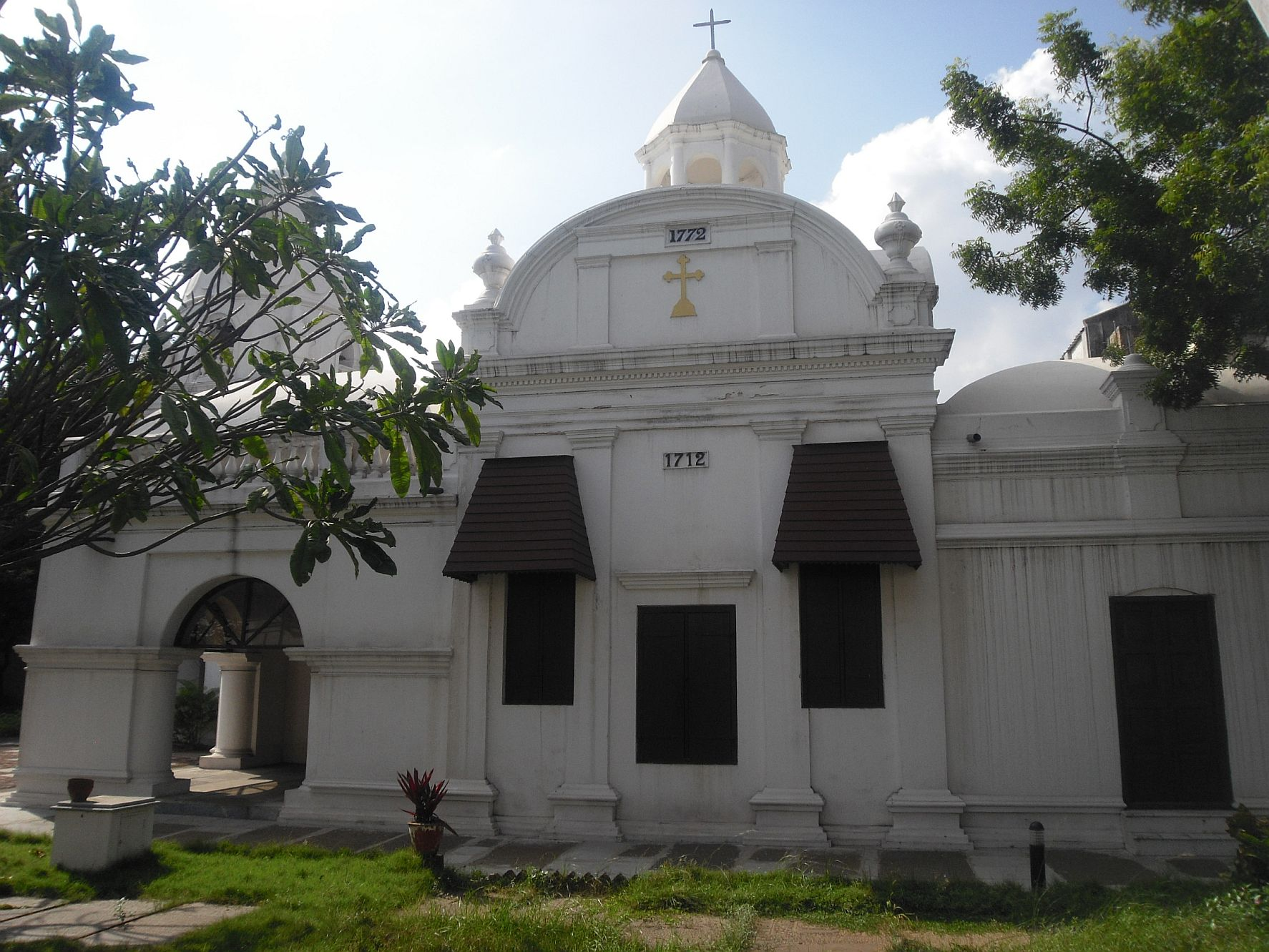
کلیسای ارمنی چنای
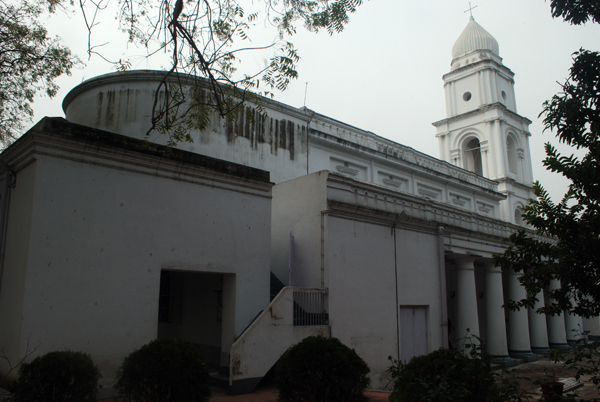
کلیسای ارمنی چنای (مدرس)
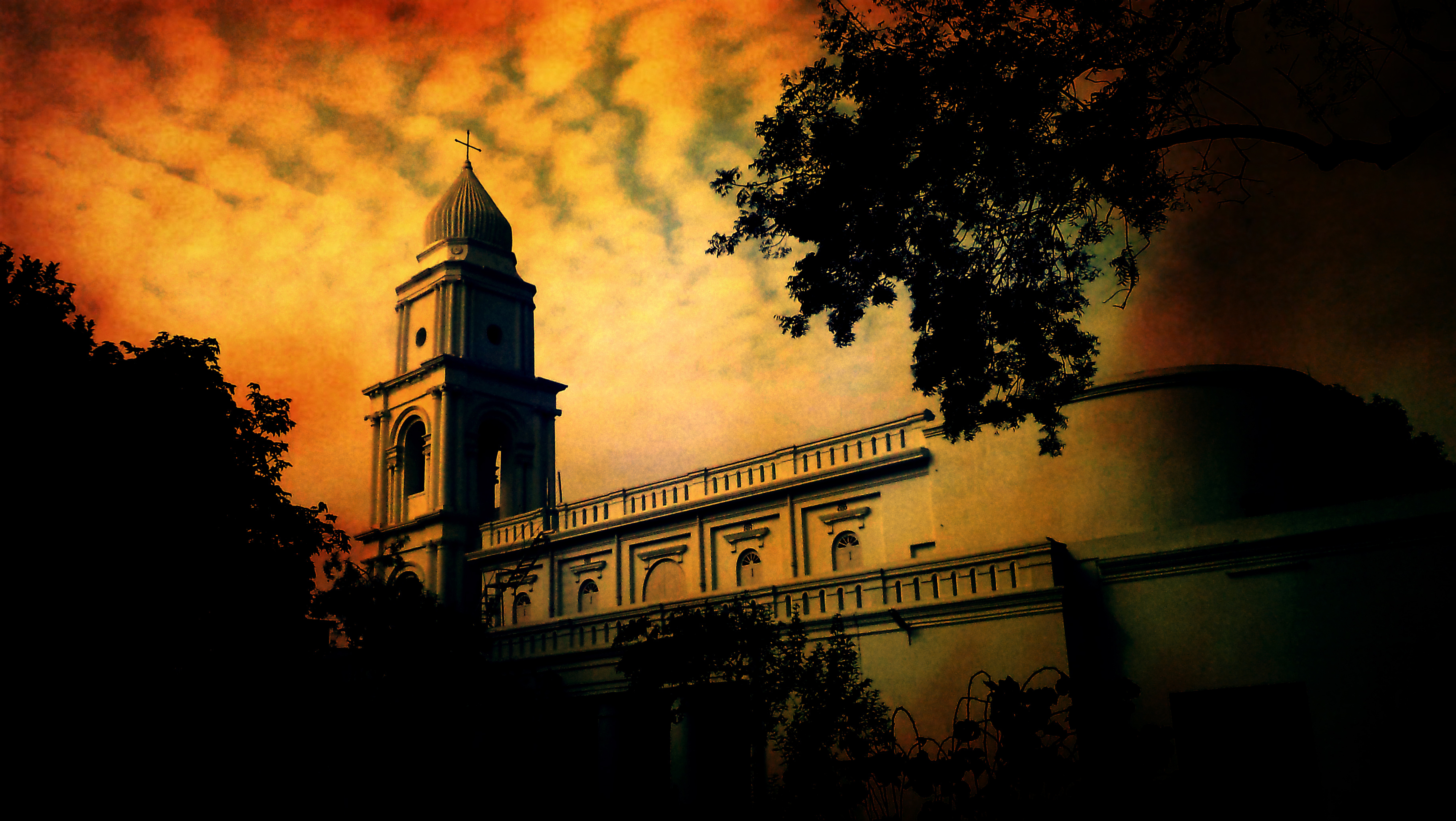
کلیسای ارمنی چینسورا

## شخصیت‌ها و ارمنی‌های مشهور هند
- عبدالحی،[پانویس ۸] رئیس دادگستری امپراتوری مغول در زمان اکبر شاه
- جولیانا،[پانویس ۹] اعتقاد بر این است که خواهر یکی از همسران ارمنی اکبرشاه و پزشک حرم‌سرای دربار بود. او اولین کلیسای آگرا را ساخت. او بعداً با «ژان فیلیپ دو بوبون آو ناواره» (دودمان بوربون) که یک شاهزاده فرانسوی بود ازدواج نمود.
- ماریام زامانی بگوم،[پانویس ۱۰] یکی از همسران اکبر شاه که گفته می‌شود ارمنی بود و قصر او هنوز در فاتح پور سیکری در اوتار پرادش هند پابرجاست اما هم‌اکنون اکثر مورخین با هم توافق دارند که ماریام زامانی اولین همسر هندوی اکبر شاه و پرنسس امیر بود.
- نواب سلطان مریم بیگم صاحبا،[پانویس ۱۱] یک خانم ارمنی که به «ویلایتی بیگم»[پانویس ۱۲] هم معروف است که با «شاه قاضی الدین حیدر»[پانویس ۱۳] ازدواج نموده؛ او هنگام اعطای عنوان پادشاهی از سوی بریتانیا به وی در سال ۱۸۱۴ میلادی، پادشاه «اوده»[پانویس ۱۴] گردید.
- میرزا ذوالقرنین،[پانویس ۱۵] فرزند خواندگی اکبرشاه را پذیرفته و همسرش ارمنی بود.
- سرمد،[پانویس ۱۶] از ارمنی‌های اورنگ‌زیب و محقق و از بزرگان تصوف در آن زمان بود و سنگ قبر او نزدیک مسجد جامع دهلی است. استعداد شعری او اغلب با اشعار سروده شده توسط فردوسی، سعدی، حافظ و خیام مقایسه می‌گردد. او ظاهراً در ۱۶۷۱ میلادی به وسیلهٔ اورنگ‌زیب اعدام گردید.

### حرفه پزشکی
- جوزف مارکوس جوزف،[پانویس ۱۷] یک ارمنی که در سال ۱۸۵۲ میلادی به خدمات پزشکی هند ملحق گشت و در سال ۱۸۸۰ میلادی به قائم مقامی ریاست پزشکی ارتش رسید.
- استفان مانوک،[پانویس ۱۸] پسر «هوسپ مانوک»، تاجر معروف بود که در سال ۱۸۶۲ میلادی از دانشگاه سلطنتی پزشکی لندن درجه دکترای جراحی را کسب نمود. خدمات او در طی شیوع وبا در آن زمان باعث کسب مدرک افتخار از سوی دولت بریتانیا به او گردید.
- سارگیس آوِتوم،[پانویس ۱۹] از افراد ارتش هند که در فعالیت‌های ارتش بریتانیا در افغانستان، مصر و برمه مشارکت نموده و از سوی دولت بریتانیا افتخار کسب مدال و ستاره خدیو[پانویس ۲۰] همراه با مدال از مصر و مدال از برمه را نمود. او دارویی برای اسهال خونی کشف نموده و او به زبان‌های: ارمنی، روسی، انگلیسی، آلمانی، هندی، بنگالی، فرانسوی و پشتو تسلط کامل داشت.
- آرتور زهراب،[پانویس ۲۱] روش عمل جراحی آب‌سیاه (آب مروارید) را کامل نموده و روش او بعد از او به «عمل جراحی زهراب»[پانویس ۲۲] معروف شد.
- استفان اون مؤسس،[پانویس ۲۳] اولین آمبولانس صلیب سرخ را وارد کلکته نمود.[۴]
- ماری خاچاطور،[پانویس ۲۴] یک خانم ارمنی و اولین زن هند که به ریاست جراحی بنگال غربی منصوب شد.[۴]

### حرفه قضائی
- ام پی گاسپار،[پانویس ۲۵] از وکلای برجسته دادگاه عالی کلکته و اولین ارمنی بود که قانون آزمایشی خدمات مدنی هند را در سال ۱۸۶۹ میلادی را تصویب نمود.
- گریگوری پل،[پانویس ۲۶] فارغ‌التحصیل از دانشگاه کمبریج بوده و سمت‌های گوناگونی را در دیوان عالی هند عهده‌دار بود.

### زمینه‌های دیگر
- ژوزف ملیک بگلر،[پانویس ۲۷] یک باستان‌شناس در اداره امور عمومی هند بریتانیا که در حفاریهای مهم باستان شناختی مشارکت می‌نمود.
- خواجه پتروس ووسکان،[پانویس ۲۸] رئیس جامعه ارمنی چنای.
- سر گریگوری چارلز پل،[پانویس ۲۹] یک ارمنی متولد شده در کلکته که در دانشگاه کمبریج تحصیل نموده و در طی حکومت بریتانیا در لندن مدافع کل دادگاه عدالت بنگال بود. او به مدت بیش از سی سال به عنوان مدافع کل خدمت نموده و دست آوردش افتخار کسب عنوان نجیب زادگی و لقب «سِر گریگور چارلز پُل» بود.
- توماس ملکم،[پانویس ۳۰] سرپرست کلیسای ارمنی به مدت پنجاه سال. تولد ۱۸۳۷ میلادی در بوشهر، ایران و وفات ششم مارس ۱۹۱۸ میلادی در کلکته، هند.